# Saint-Leu (Réunion)
Saint-Leu ist eine französische Gemeinde im Übersee-Département Réunion. Sie grenzt im Südwesten an den Indischen Ozean. Die Gemeindegemarkung war bis zu deren Auflösung 2015 aufgeteilt in die Kantone Saint-Leu-1 und Saint-Leu-2, seither gehören Teile der Gemeinde zu den Kantonen Saint-Leu und L’Étang-Salé.
Zur See hin ist der Gemeinde das Kap Pointe au Sel vorgelagert.

## Geschichte
Vom 5.–11. November 1811 brach in Saint-Leu ein Sklavenaufstand aus. Zu dieser Zeit lebten ungefähr 50.000 Sklaven auf der Insel, davon 5.000 in der Umgebung von Saint-Leu, der damaligen Hauptstadt. Am 7. November 1811 drangen die Sklaven in Saint-Lieu ein, nur mit hölzernen Speeren bewaffnet, und versuchten, in der Stadt weitere Waffen zu finden. Die besser bewaffneten weißen Bewohner legten mit Hilfe ihrer Haussklaven einen Hinterhalt und töteten 20 Sklaven. Die britische Kolonialmacht griff trotz mehrfacher Warnungen nicht ein. 145 Sklaven wurden schließlich festgenommen und im Gefängnis von Saint-Denis inhaftiert. 25 von ihnen wurden von der britischen Kolonialmacht zum Tode verurteilt und am 10. April 1812 öffentlich enthauptet.

## Sehenswürdigkeiten
Im Gemeindegebiet befindet sich der botanischen Garten Conservatoire botanique national de Mascarin, die benachbarte Kirche Sacré Cœur und das öffentliche Aquarium Kélonia. Nahe der Küste liegt das Salzmuseum und steht der Kalkofen an der Pointe au Sel. In Piton Saint-Leu zeigt das Museum Stella Matutina die Geschichte der Zuckerrohrverarbeitung.

## Galerie

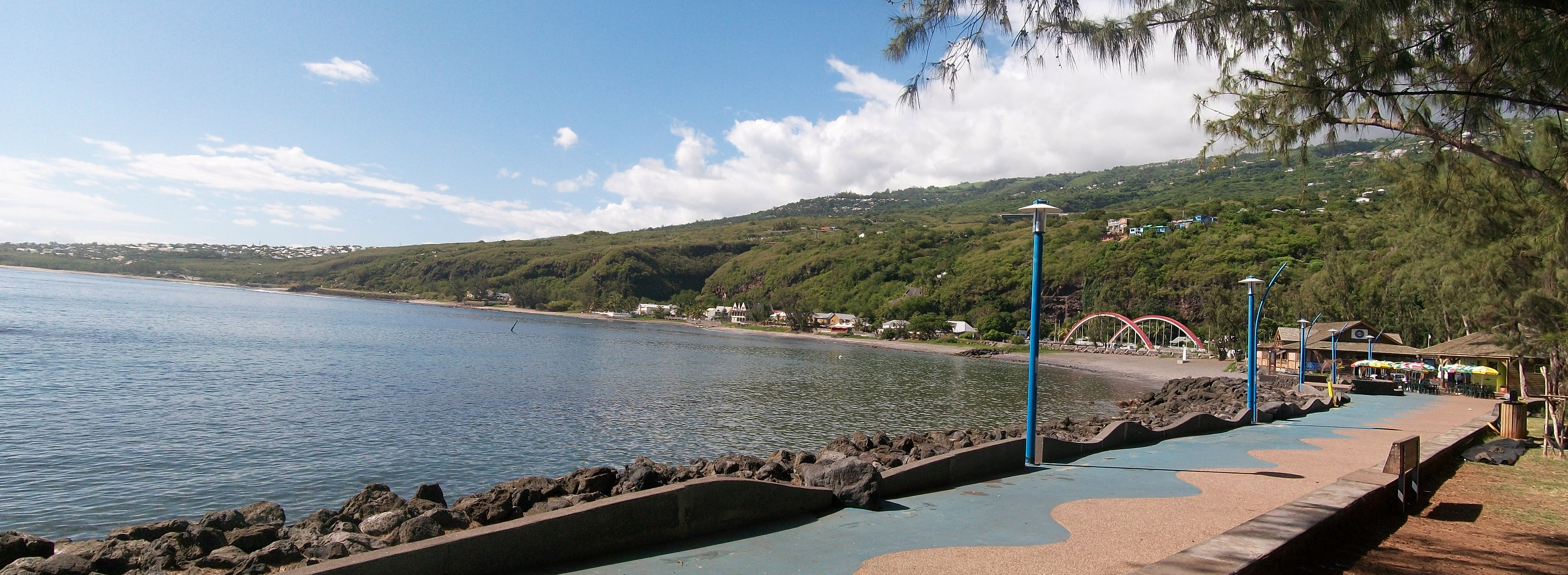
Strandpanorama

## Persönlichkeiten
- Hakim Abdallah (* 1998), französisch-madagassischer Fußballspieler
- Harry Gruchet (1931–2013), französischer Museumskurator und Naturschützer